# Hemotoxina
Les hemotoxines són toxines que destrueixen glòbuls vermells de la sang (és a dir, produeixen hemòlisis), interrupció del flux sanguini per coagulació, poden produir degeneració dels òrgans i dany generalitzat en els teixits.
El terme hemotoxina és lleugerament erroni atès que les toxines que danyen la sang també danyen altres teixits. Les ferides d'un agent hemotóxic són, sovint, doloroses i poden causar un dany permanent. Malgrat aplicar un tractament immediatament, hi han moltes possibilitats de perdre el membre afectat.
En el regne animal és comú veure aquesta categoria de toxines utilitzada com a verí, molt comú en serps. Els verins d'animals contenen enzims i altres proteïnes que són hemotóxicas o neurotóxicas o ocasionalment tenen ambdues (com en la Crutalus scutulatus i espècies similars). A part de ser una eina per caçar, també te com a funció ajudar a la digestió de la presa. El verí destrueix les proteïnes a la regió de la mossegada, fent que la presa sigui més fàcilment digerible.
El procés pel qual una hemotoxina produeix la mort és molt més lent que el d'una neurotoxina. Les serps que enverinen una presa poden haver de seguir la presa mentre aquesta fuig. Depenent de la grandària de l'espècie, localització de la mossegada i la quantitat de verí injectat, els símptomes en humans son nàusees, desorientació, i mal de cap. Aquests efectes poden trigar diverses hores a aparèixer.
Les hemotoxinas s'utilitzen en estudis de diagnòsis del sistema de coagulació. Usualment utilitzada per la detecció de l'anticoagulant lúpic.